# 20-as busz (Veszprém)
A veszprémi 20-as jelzésű autóbusz Veszprém vasútállomás és Kádártai úti forduló között közlekedik a 10-es autóbusz vonalának kiágazásaként. A járatot a V-Busz üzemelteti.

## Története
A V-Busz első menetrend-módosítása az utasok igényei szerint történt. Az Iparváros és Házgyári út, illetve a Haszkovó lakótelep keleti része között ingázó dolgozók eljutásának könnyítésére a társaság napi 3 alkalommal, a reggeli, a délutáni, valamint az esti műszakváltásokkor a 10-es autóbusz vonalán 20-as jelzéssel közlekedtet járatokat.
Az autóbuszok a 10-es autóbusz útvonalát követően Kádártai úti fordulóig közlekednek.
2019. december 15-étől nem közlekedik.

## Útvonala
| Veszprém vasútállomás → Belváros → Iparváros → Kádártai úti forduló |
| --- |
| Veszprém vasútállomás vá. – Jutasi út – Aulich Lajos utca – Aradi vértanúk utca – Haszkovó utca – Jutasi út – Mindszenty József utca – Brusznyai Árpád utca – Megyeház tér – Óvári Ferenc út – Dózsa György utca – Szent István völgyhíd – Völgyhíd tér – Pápai út – Henger utca – Házgyári út – Jutasi út – Veszprém vasútállomás – Jutasi út – Haszkovó utca – Hold utca – Kádártai út – Kádártai úti forduló vá. |

## Megállóhelyei
Az átszállási kapcsolatok között az ellentétes irányban közlekedő 1-es és 21-es buszok, valamint a 20-as autóbuszéval megegyező útvonalon közlekedő 10-es busz nincsen feltüntetve.
| 0  | Veszprém vasútállomás végállomás |                                                                      |
| 2  | Aulich Lajos utca                | 2, 3, 4, 11, 18 Helyközi buszok                                      |
| 2  | Láhner György utca               | 18                                                                   |
| 3  | Penny Market                     | 18                                                                   |
| 4  | Deák Ferenc iskola               | 6, 8, 18                                                             |
| 5  | Aradi vértanúk utca              | 6, 8, 18                                                             |
| 6  | Laktanya                         | 2, 3, 4, 4A, 6, 7, 7A, 8, 11, 18                                     |
| 7  | Jutasi úti lakótelep             | 2 Helyközi buszok                                                    |
| 9  | Jutasi út 61.                    | 2                                                                    |
| 10 | Petőfi Sándor utca               | 2, 3, 4, 4A, 7, 7A, 13                                               |
| 13 | Veszprém autóbusz-állomás        | 2, 3, 4, 4A, 7, 7A, 12, 13, 22, 23 Helyközi buszok Távolsági járatok |
| 15 | Hotel                            | 2, 3, 4, 4A, 5, 6, 7, 7A, 12, 13, 22, 25                             |
| 17 | Színház                          | 2, 3, 4, 4A, 5, 6, 8, 13, 25 Helyközi buszok Távolsági járatok       |
| 18 | Harmat utca                      | 2, 3, 5, 8, 25                                                       |
| 19 | Völgyhíd tér                     | 3, 5, 8, 12, 13, 25                                                  |
| 20 | Pápai út 25.                     | 3, 5, 8, 12, 13, 25 Helyközi buszok Távolsági járatok                |
| 21 | Pápai úti forduló                | 8, 18                                                                |
| 23 | Henger utca / Ipar utca          | 8, 18 Helyközi buszok                                                |
| 25 | Piramis utca                     | 8, 18 Helyközi buszok                                                |
| 27 | Házgyári út / Henger utca        | 8, 18 Helyközi buszok                                                |
| 29 | Házgyár                          | 3 Helyközi buszok                                                    |
| 30 | Posta-garázs                     | 18                                                                   |
| 31 | Komfort                          | 18 Helyközi buszok                                                   |
| 32 | Jutaspusztai elágazás            | 4, 5, 18                                                             |
| 35 | Veszprém vasútállomás            | 2, 3, 4, 5, 11 Helyközi buszok Veszprém                              |
| 37 | Aulich Lajos utca                | 2, 3, 4, 11, 18                                                      |
| 38 | Laktanya                         | 2, 3, 4, 11, 18                                                      |
| 40 | Haszkovó utca                    | 3, 4, 4A, 7, 7A, 11                                                  |
| 42 | Őrház utca                       | 3, 11, 13                                                            |
| 43 | Fecske utca                      | 11, 13                                                               |
| 43 | Bolgár Mihály utca               | 5, 6, 8, 13                                                          |
| 44 | Kádártai úti forduló végállomás  | 5, 7, 13, 23, 24, 25 Helyközi buszok                                 |